# Schelju Schelew

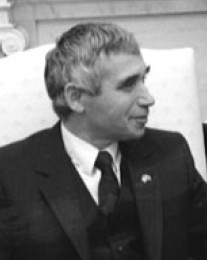
Schelju Schelew (1990)

Schelju Mitew Schelew (auch Želju Mitev Želev geschrieben, bulgarisch Желю Митев Желев, engl. Transkription: Zhelyu Mitev Zhelev; * 3. März 1935 in Wesselinowo; † 30. Januar 2015 in Sofia) war ein bulgarischer Philosoph, Politiker und Dissident. Er war vom 1. August 1990 bis zum 22. Januar 1997 Präsident seines Landes.

## Werdegang
Schelew stammt aus dem Dorf Wesselinowo im Nordosten Bulgariens; er schloss 1958 an der Universität Sofia sein Philosophiestudium ab und promovierte 1974. Er war Mitglied der bulgarischen KP, wurde aus politischen Gründen jedoch 1965 ausgeschlossen und aus Sofia verbannt; sechs Jahre Arbeitslosigkeit waren die Folge.
Im Jahr 1988 war er Mitbegründer des „Klubs für die Unterstützung von Transparenz und Umgestaltung“. 1990 wurde Schelju Schelew Oppositionsführer der Union Demokratischer Kräfte (SDS), die während des Demokratisierungsprozesses der ehemaligen Volksrepublik entstand.
Er wurde am 1. August 1990 von der (verfassunggebenden) 7. Großen Nationalversammlung zum ersten demokratisch legitimierten Staatspräsidenten von Bulgarien gewählt und 1992 in der ersten Direktwahl nach der neuen Verfassung von 1991 in seinem Amt bestätigt: Nachdem Schelew bereits im ersten Wahlgang am 12. Januar 1992 mit 44,66 % die meisten Stimmen erhalten hatte, setzte er sich in der Stichwahl eine Woche darauf mit 52,85 % der abgegebenen Stimmen durch.
Am 9. Oktober 1991 unterzeichnete Schelew in Bonn den deutsch-bulgarischen Vertrag über freundschaftliche Zusammenarbeit und Partnerschaft in Europa.
Schelew kritisierte die UN-Embargopolitik gegen Jugoslawien Anfang der 1990er Jahre – der Handelsboykott kostete Bulgarien etwa 40–60 Millionen Dollar im Monat.
Schelew unterstützte die Unabhängigkeit der Ehemaligen Jugoslawischen Republik Mazedonien und war maßgeblich an deren Anerkennung am 15. Januar 1992 durch Bulgarien, gegen den Willen der EU und Deutschlands (der bulgarische Außenminister Stojan Ganew befand sich zu diesem Zeitpunkt auf Staatsbesuch in Berlin), beteiligt. Dabei drängte er die Regierung Dimitrow zur Schnelligkeit. Mit der schnellen Anerkennung sollten einerseits mögliche jugoslawische Aspirationen blockiert werden, da seitens des jugoslawischen Präsidenten Slobodan Milošević bereits Gespräche über eine mögliche Aufteilung der Region mit dem griechischen Ministerpräsidenten Konstantinos Mitsotakis eingeleitet wurden und zum anderen sollte ein Zeichen für die bulgarischen Opfer des jugoslawischen Kommunismus gesetzt werden. Weiter setzte Schelew seine guten Kontakte zum türkischen Präsidenten Süleyman Demirel und zum russischen Präsidenten Boris Jelzin für diese Anerkennung ein. Letzterer unterzeichnete gegen den Rat des russischen Außenministers Andrei Kosyrew die Deklaration zur Anerkennung der Unabhängigkeit während seines Besuchs in Sofia am 4. August 1992.
Im Februar 1993 besuchte Schelju Schelew als erstes ausländisches Staatsoberhaupt Nordmazedonien und untermauerte damit das Interesse Bulgariens an der Unabhängigkeit des jungen Staates.
Wegen innerparteilicher Differenzen entzog ihm seine Partei 1996 die Unterstützung; Petar Stojanow, siegreicher Kandidat der Union Demokratischer Kräfte in der darauffolgenden Präsidentschaftswahl, löste ihn am 19. Januar 1997 in seinem Amt als Staatspräsident ab.
In der Folge betätigte sich Schelew politisch in kleinerem Rahmen: Er wurde Ehrenvorsitzender der Liberaldemokratischen Union und der Liberalen Internationalen; 1997 gründete er eine nach ihm benannte Stiftung. Schelew war außerdem Initiator und Präsident des „Politischen Balkanclubs“, einer Union ehemaliger politischer Führer aus Südosteuropa. Er wurde Ehrenvorsitzender der Liberalen Partei in Bulgarien.
Schelew ist der Autor einer Reihe von Büchern und Publikationen; als sein wichtigstes Werk gilt das 1982 erschienene und kontrovers diskutierte Buch Faschismus (Фашизмът). Er starb am 30. Januar 2015 in Sofia im Alter von 79 Jahren an den Folgen eines Schlaganfalls.
Ihm zu Ehren ist seit 2016 der Zhelev Peak im Grahamland auf der Antarktischen Halbinsel nach ihm benannt.